# 大脳辺縁系
大脳辺縁系（だいのうへんえんけい、英: limbic system）は、大脳の奥深くに存在する尾状核、被殻からなる大脳基底核の外側を取り巻くようにある。人間の脳で情動の表出、意欲、そして記憶や自律神経活動に関与している複数の構造物の総称である。生命維持や本能行動、情動行動に関与する。海馬と扁桃体はそれぞれ記憶の形成と情動の発現に大きな役割を果たしている。limbicの語源のラテン語であるlimbusは、edge すなわち「辺縁」の意である。

## 歴史的経緯
フランスの内科医であるピエール・ポール・ブローカは1878年に脳梁を取り囲む帯状回と海馬傍回をまとめて大脳辺縁葉"le grande lobe limbique"と呼称した。辺縁系という術語は1952年ポール・D・マクレーンにより導入された。これは辺縁葉と皮質下や中脳の核をくみあわせている。大脳辺縁系という概念はその後もウォール・ナウタ、Lennart Heimerなどによって拡張されている。辺縁系の範囲に関しては研究者によっても異なるが、大脳のうち系統発生的に古い原皮質（旧皮質）や古皮質とこれらと密接な関係がある扁桃体、中隔核、視床下部、視床前核、海馬を合わせて示すことが多い。

## 代表的構造
大脳辺縁系の領域は文献により異なる。そのため、ここでは理解の便のために、一般的に大脳辺縁系の一部を構成していると考えられている部位と、その周辺構造を記載する。辺縁系のうち、重要かつ機能の解明されてきている特異な構造として扁桃体と海馬体が挙げられる（なお、海馬体とは海馬、海馬台、そして歯状回の総称である）。大まかに見て大脳辺縁系は、大脳の表面からは見えない大脳の辺縁皮質（または辺縁葉）とその下の核、そしてそれらを繋いでいる線維連絡から成り立っている。
注意するべきこととしてヒトと実験動物では脳の構造が異なることである。動物でみられる梨状葉を構成する梨状前野や扁桃周囲野、嗅内野はヒトではない構造である。ヒトではブロードマンの脳地図で議論することが多い。

### 中間皮質
帯状回　cingulate gyrus
心拍数や血圧のような自律神経機能のほか、認知や注意のプロセスにも関与している。
帯状回狭
海馬傍回　parahippocampal gyrus
空間記憶に関与している。
海馬前支脚
鉤
Giacomini帯

### 原皮質
海馬 hippocampus
短期記憶の形成に関わっている。
海馬支脚
透明中隔
脳弓
歯状回
小帯回
脳梁灰白質

### 皮質下の核
辺縁系に含まれる皮質下の核には、扁桃体・中隔核・視床下部・視床の前核などが含まれる。視床下部は皮質下に含まないこともあり、この場合には、辺縁系が視床下部の上位中枢と見なされる。
扁桃体　amygdala
攻撃性や恐怖に関与している
視床下部　hypothalamus
ホルモンの産生と放出により自律神経機能を調節している。血圧、心拍数、空腹、口渇、性的興奮、そして睡眠・覚醒のサイクルなどに関与している。
側坐核　nucleus accumbens
脳内報酬系、快楽、そして薬物依存などに関与している
視床前核
乳頭体　mammillary body
記憶の形成に重要である。

### その他
外側嗅条皮質
半月回

### 連絡線維
パーペッツ回路　Papez circuit
1937年に、アメリカの神経解剖学者であるジェイムズ・パーペッツ（またはパペッツ）が情動回路を報告した。パーペッツは「帯状回が興奮すると、海馬体、乳頭体、視床前核を経て帯状回に刺激が戻る」という神経回路を想定し、この回路が持続的に興奮することで情動が生まれるのではないか、と考えた。後にこの回路はむしろ記憶に関与することが明らかになった。海馬-脳弓-乳頭体-視床前核-帯状回-海馬傍回-海馬という閉鎖回路をパーペッツの回路という。
ヤコブレフ回路　Yakovlev circuit
1948年にポール・イヴァン・ヤコヴレフは情動に関連した構造として前頭葉眼窩部皮質、島葉皮質、前部側頭葉皮質、扁桃体および視床背内側核を辺縁系に追加した。扁桃体-視床背内側核-前頭葉眼窩皮質後方-側頭葉前方-扁桃体という閉鎖回路をヤコブレフの回路または基底・外側回路という。

## 機能
大脳辺縁系は、内分泌系と自律神経系に影響を与えることで機能している。大脳辺縁系は、側座核といわれる構造と相互に結合しており、これは一般に大脳の快楽中枢として知られている部位である。側座核は性的刺激、そしてある種の違法薬物によって引き起こされる「ハイ」な感覚と関連している。こうした反応は、辺縁系からのドーパミン作動性線維の投射によって強い修飾を受けている。金属電極を側座核に挿入したラットは、この部位への電気刺激を引き起こすレバーを押し続け、食物や水の摂取をせずに最終的には疲労によって死んでしまうことが知られている。

## 辺縁系の発達
進化論的には、大脳辺縁系は脳の最も古い部位の一つであり、嗅葉olfactory lobesと関連している。魚類ではすでに辺縁系を見ることができる。動物が高等になるほど新皮質の占める割合が大きくなるのに対して、辺縁系の発達にはあまり差がなくなる。これは辺縁系が動物に共通な機能に関係しているからである。

## 辺縁系の病理
古典的な辺縁系障害の病態に、クリューバー・ビューシー症候群がある。これは実験動物の、扁桃体を含む両側側頭葉の切除により観察される症候群であり、精神盲、口唇傾向、性行動の亢進、情動反応の低下などが見られる。そのほかにも、統合失調症やパニック障害、各種の認知症など、さまざまな疾患の病態生理に大脳辺縁系が深く関わっていることがわかってきている。